# Savaron (fromage)
Pour les articles homonymes, voir Savaron.
Le Savaron est un fromage de vache à pâte pressée non cuite, à croûte lavée, fabriqué en Auvergne. Apparu en 1945, c'est le nom des imitations du saint-nectaire fabriquées hors zone.

## Origines
L'origine du nom viendrait de la rue Savaron à Clermont-Ferrand, située à proximité de la Cathédrale, où existent de nombreuses caves à fromage sur plusieurs étages. Du XVIIe au XIXe siècle, bien avant l'apparition de l'AOC Saint-Nectaire, de nombreux fromagers faisaient mûrir et affiner dans ces caves des tomes achetées dans des fermes des Monts-Dore et de fermes plus proches de Clermont-Ferrand. Les fermiers, n'ayant ainsi pas la charge de l'affinage, bénéficiaient d'une rapide rentrée d'argent. De plus, les fromagers, qui maîtrisaient l'affinage du produit, pouvaient l'adapter aux goûts de leur clientèle.[réf. nécessaire]